# Фрайбурзький ботанічний сад
48°00′35″ пн. ш. 7°51′30″ сх. д. / 48.0097° пн. ш. 7.85833° сх. д.
Фрайбурзький ботанічний сад (нім. Botanischer Garten Freiburg або нім. Botanischer Garten der Albert-Ludwigs-Universität Freiburg) — ботанічний сад у районі Гердерн за адресою Шенцлештрассе 1, Фрайбург-ім-Брайсгау, Баден-Вюртемберг, Німеччина, асоційований з Фрайбурзьким університетом як «Сад для досліджень і навчання біологічного факультету Фрайбурзького університету» («нім. Forschungs- und» Lehrgarten der Universität Freiburg») .
Сад засновано в 1620 році Фрайбурзьким університетом. 
Будівлю на тій же території перебудували під лікарню для членів університету, яка також служила для навчання анатомії. 

Це був один із перших ботанічних садів Німеччини. 
Спочатку сад був частиною медичного факультету Фрайбурзького університету. 
Першим директором саду був Якобус Вальтер (нар. 1655), професор медицини, який також відповідав за ботаніку. 
Під час Тридцятилітньої війни сад понівечили. 

Сад перенесли в 1766 році, щоб звільнити місце для укріплень, побудованих маркізом де Вобаном для захисту міста після того, як Фрайбург анексувала Франція в 1677 році. 
Ботанічний сад розбили біля річки Драйзам. 
На його дизайн сильно вплинув початок епохи Просвітництва та підвищений інтерес до ботаніки в другій половині XVIII століття. 
Знову під орудою медичного факультету, сад мав площу приблизно 6,6 акрів (27 000 м²). 
Попри пошкодження від повеней і наполеонівських війн, до 1829 року в саду було 3000 рослин, а також оранжереї, побудовані в 1827/28 рр. 
Директорами ботанічного саду того періоду були Карл Юлій Перлеб, Фрідолін Карл Леопольд Шпеннер, Александр Браун, Карл Вільгельм фон Негелі, Генріх Антон де Барі та Юліус фон Сакс.
У 1878 році сад на березі Драйзаму довелося покинути, і перемістили в теперішній Інститутсфіртель. 
У 1912 році сад переїхав на своє теперішнє місце розташування в районі Гердерн у Фрайбурзі, коли там побудовали новий інститут ботаніки. 
Сад постраждав під час Другої світової війни під час авіанальоту на Фрайбург в 1944 році.
Сьогодні сад містить близько 8000 видів, дослідження зосереджені на викопній флорі Шварцвальду кам’яновугільного періоду, а також на функціональній морфології та біомеханіці живих і викопних рослин. 
Його колекції містять рослини з альпійських регіонів, дюн, вересковиків, боліт, а також чотири виставкові оранжереї (900 м²), що містять тропічні рослини, папороті, кактуси та сукуленти.